# 阿尔西德斯·阿格达斯
阿尔西德斯·阿格达斯·迪亚斯（西班牙語：Alcides Arguedas Díaz；1879年7月15日—1946年5月6日），是玻利维亚政治人物、作家、史学家。生於拉巴斯，早年曾赴法國留学，後作为外交官长期出使各国，是拉丁美洲原住民文学的代表性作家之一，亦对玻利维亚历史有所研究，主要著作有小说《青铜的种族》等。

## 生平
阿尔西德斯·阿格达斯生于玻利维亚拉巴斯，是庄园主弗魯克托索·阿格达斯（Fructuoso Arguedas）与薩維娜·迪亚斯（Sabina Díaz）的长子:342，早年在拉巴斯的阿亚库乔国立学院求学，1898年毕业后，阿格达斯参加军队，投入了当年的内战，期间还兼任了一家报社的记者，从军队退伍後，他进入圣安德烈斯大学学习法学与政治科学:342，在此期间，他开始创作并发表自己的文学作品，1903年，他的第一部小说《皮萨瓜》（Pisagua）在玻利维亚出版，但并没有得到当地评论家的好评，取得学位後，阿格达斯随即前往法国学习社会学，并漫游西欧，接触了不少西班牙学者，在欧洲出版了自己的第二部作品《瓦塔·瓦拉》（Wata Wara）。
因为對旧大陆的迷恋，阿格达斯在返回玻利维亚後又多次前往欧洲:342，1910年，他与劳拉·达比亚（Laura Tapia）结婚，婚后两人育有三个女儿，同年，玻利维亚政府将他任命为驻法外交官:342，随即赴法任职，在法国，阿格达斯也结识了詩人魯本·達里歐、弗朗西斯科·加西亚·卡尔德隆等人，這些人也對他後來的創作理念產生了一定影響:489，阿格达斯也成为了達里歐于1911年创办的《世界杂志》（Mundial Magazine）的合作作家之一，1913年，他升任驻法大使馆的一等秘书，但随后就被调往英国任职，回到玻利维亚後，他随即于1916年当选为国会众议员，代表拉巴斯选区:342。1919年，阿格达斯作为玻利维亚外交代表参加巴黎和會，同年，其代表作《青铜的种族》对外出版，1922年，在发布了《共和国的缔造》与《玻利维亚通史》两部作品後，阿格达斯获任命为玻利维亚驻巴黎总领事:489-490，并住进了自己于巴黎近郊库伊蓬托达姆购置的别墅里，而这栋建筑也成为他日后往返法国主要的居所，在首次担任驻巴黎领事期间，他过着如自述一样“田园诗一样的生活”，每日则以钻研历史学、静心创作为主:342。1929年，阿格达斯再度离开法国，并获时任总统埃尔南多·西莱斯任命，出任玻利维亚驻哥伦比亚公使，但仅任职一年又回到法国任职，1932年，因为批评当局在战争中的立场，阿格达斯被玻利维亚政府解雇；其妻逝世後，他变卖了在巴黎的房产，并于1934年回到玻利维亚。
1938年，阿格达斯因为在报纸上发表文章批评时任总统赫尔曼·布施，随即遭到了后者的报复，但布什最终还是采取了补救措施向阿格达斯表示歉意，1940年，他代表自由党参加了当年的国会选举，并当选为参议员，进入政府内阁，获总统恩里克·佩尼亞蘭達任命为农业部长，但任职不到一年即去职，随即转任玻利维亚驻委内瑞拉公使。1943年去职後，阿格达斯回到玻利维亚，在翌年前往阿根廷再版了《青铜的种族》。1946年，因白血病逝世于丘盧馬尼。

## 文学作品
在玻利维亚，克丘亚人、艾马拉人等原住民族占总人口比例较高，但因为麥士蒂索人、白人的剥削压榨，他们一直居于该国社会的底层，而阿格达斯也有部分小说、非虚构作品反映了这些原住民的现实生活处境及内心世界。在小说领域，其代表作是《青铜的种族》，其讲述了原住民阿希阿利（Agiali）及其伙伴翻越安第斯山脉，渡过急流险滩的旅行，他们因遭到白人地主潘托哈（Pantoja）的欺凌而起义反抗，最终杀死地主，并焚毁其庄园。《青铜的种族》也是20世纪拉丁美洲原住民小说的代表作，在一定程度上摆脱了对原住民风土人文、民俗传说的介绍，具有文化民族主义的特点:60-61，阿格达斯还透过小说批判了以潘托哈为代表的统治者，并对阿希阿利等受到压迫的人民给予了同情。但这部作品也令他在玻利维亚颇受争议，其所体现的悲观、偏激的思想也受到一些文学评论家的批评。
在非虚构作品领域，阿格达斯对玻利维亚历史有深入的研究，是拉丁美洲史学修正派、实证主义的代表学者之一，并认为拉丁美洲种族混杂多样、专制传统深厚的问题阻碍了国家发展，他还著有史学专著《玻利维亚通史》（Historia general de Bolivia）、论文集《病态的民族》（Pueblo enfermo. Contribución a la psicología de los pueblos hispanoamericanos）。在《病态的民族》中，阿格达斯还提出，玻利维亚贫穷落后的原因在于该国原住民所受的压迫，批评了拉丁美洲病态的发展，并呼吁当局进行经济社会改革。

## 延伸阅读
- Arguedas, Alcides; 吴健恒 译. . 北京市: 人民文学出版社. 1976. OCLC 866232144.